# اوتالاوا
اوتالاوا (به لاتین: Otalawa) یک منطقهٔ مسکونی در سری‌لانکا است که در استان مرکزی (سری‌لانکا) واقع شده‌است.